# Elżbieta Kowalczyk-Heyman
Elżbieta Krystyna Kowalczyk-Heyman (ur. 27 kwietnia 1945 w Warszawie, zm. 14 stycznia 2024) – polska historyk i archeolog, profesor nauk humanistycznych.

## Życiorys
Była córką Stanisława i Haliny, z d. Zwolińskiej.
W 1968 ukończyła studia historyczne na Wydziale Historycznym Uniwersytetu Warszawskiego. W latach 1977–2015 pracowała w Instytucie Archeologii Uniwersytetu Warszawskiego. W 1982 obroniła pracę doktorską Systemy obronne wałów podłużnych we wczesnym średniowieczu na ziemiach polskich, wydaną drukiem w 1987. W 1993 uzyskała stopień doktora habilitowanego na podstawie pracy „Nazwy obronne” Słup, Samborza i Zawada a zagadnienie obrony stałej ziem polskich w średniowieczu (1992), w 2015 uzyskała tytuł profesora nauk humanistycznych.
Poza ww. pracami opublikowała nadto:
- Brona małopolska. Ze studiów nad obroną stałą ziem polskich we wczesnym średniowieczu, Warszawa 2000
- Dzieje granicy mazowiecko-krzyżackiej (między Drwęcą a Pisą), Warszawa 2003
- Dzieje granicy mazowiecko-krzyżackiej (między Pisą a Biebrzą), Warszawa 2013
- Średniowieczne rękojeści antropomorficzne (próba klasyfikacji i interpretacji), Warszawa 2021